# Abraham Furnerius
Abraham Furnerius (1628-1654) est un peintre et dessinateur de l'âge d'or de la peinture néerlandaise.

## Biographie

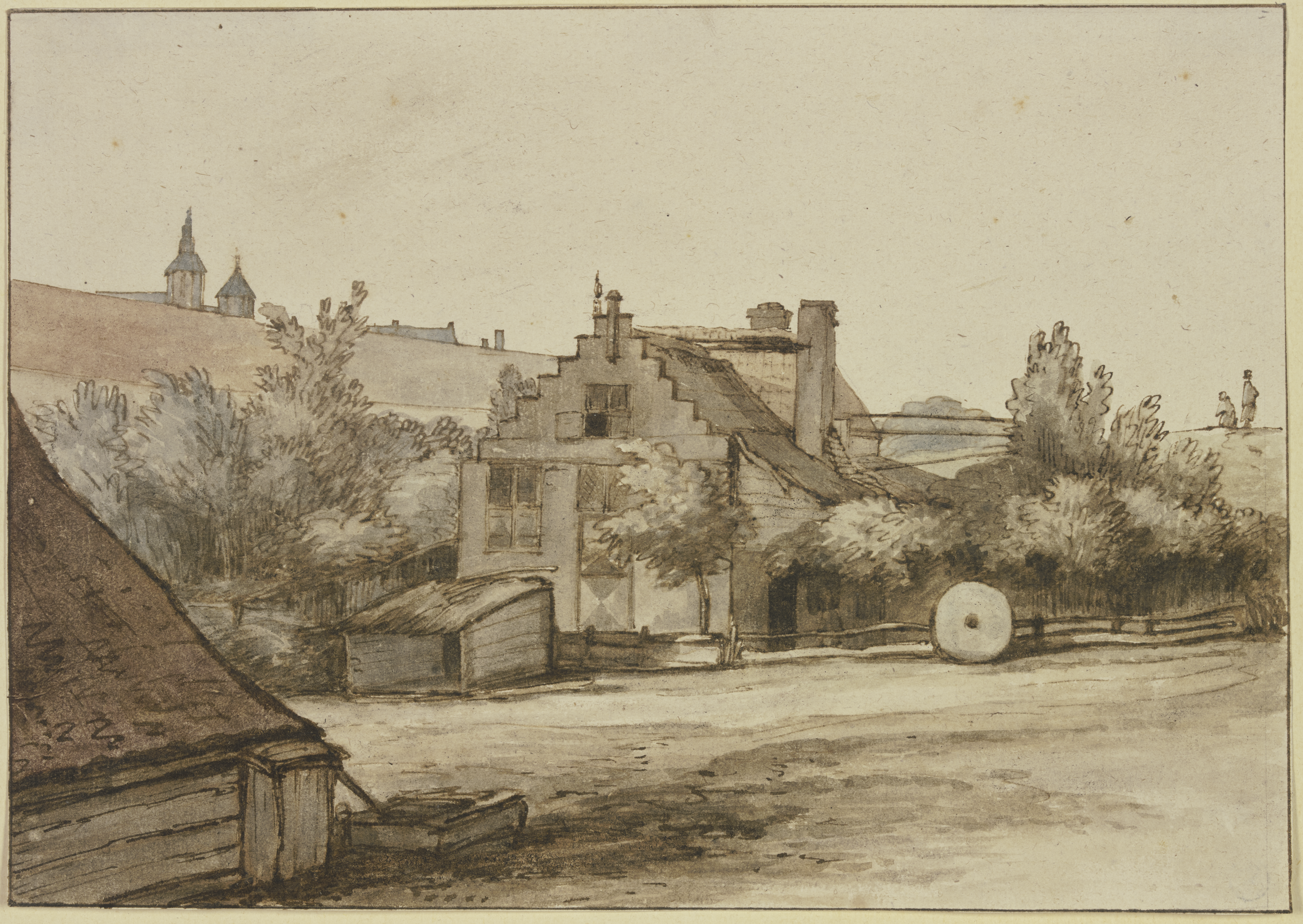
Bollwerk de Rose in Amsterdam (dessin n. d., musée Städel).

Abraham Furnerius naît en mars 1628 à Rotterdam et est baptisé le 14 mars 1628. Son père est le médecin Johannes Furnerius.
Il est actif à Amsterdam à partir du début des années 1640, où il est l'élève de Rembrandt en même temps que Samuel van Hoogstraten, Philips Koninck et Govert Flinck.
Plus tard, il établit son propre atelier dans lequel Gérard van Bathem devient son élève.
Il est, par sa sœur Cornelia, le beau-frère de Philips Koninck, avec les œuvres duquel les peintures de Furnerius sont parfois confondues. Il n'y a pas de peinture qui soit véritablement attribuée à Furnerius avec assurance, mais le corpus de ses œuvres ayant survécu est constitué d'un grand nombre de dessins de paysages à l'encre et au lavis, dont plusieurs avaient été confondus avec des dessins de Rembrandt jusqu'au début du XXe siècle.
Il meurt à 26 ans en 1654 et est enterré le 6 mai 1654 à Rotterdam.